# Organización paraguas
Una organización paraguas (OP) es una unión de entidades del mismo ámbito o sector, a menudo relacionadas entre sí, con el fin de crear una imagen o posición común ante el mercado, las instituciones o el público en general, en temas concretos de su interés. En algunos casos la organización suministra recursos, y hasta confiere su identidad (marca identitaria), a las entidades que la conforman.
Anteriormente, también era común en la definición de organización global, en el sentido de una organizaban que engloba a las entidades que representa, coordina o cuya marca llevan. Si bien desde el empuje del modelo de negocios internacional de mercado único, es más común el uso de la expresión para organizaciones que operan en varios países con una gestión repartida y no realizada desde una sede concreta o el país de procedencia (a diferencia de una organización multinacional); es decir, global en el sentido de internacional, y no como antónimo de individual.

## Descripción
Si bien una organización paraguas no representa a las entidades agrupadas como personalidad jurídica propia (aunque puede ser constituida como tal), sí que puede incluir a otras agrupaciones que lo son, como asociaciones o federaciones. El Consorcio Internacional de Asociaciones de Personal de Investigación (ICoRSA ), por ejemplo, agrupa y representa a una variedad de asociaciones y organizaciones, que en sí mismas representan los intereses de sus miembros.
A veces solo parte de los objetivos de una entidad se defienden por la OP a la que pertenecen, concretamente los que corresponden con sus propios fines. Una asociación española de pescadores, por ejemplo, puede pertenecer a una organización paraguas europea que tiene por objeto apoyar los métodos de cría de la dorada en aguas del Mediterráneo. En otros casos, la OP sirve de órgano gestor, es decir, gestionando el conjunto de operaciones y actividades de las entidades que la integran. Un ejemplo de este tipo de organizaciones es Transport for London (TfL).
Algunas OP incluyen en su nombre el término propio («Organización Paraguas»), como es el caso de la Organización Paraguas Europea para la Información Geográfica (EUROGI), la Organización Paraguas Europea para las Inversiones Sostenibles o la Organización Paraguas Nacional (NUO).
Al margen del mundo corporativo, también existen entidades públicas y estatales que son organizaciones paraguas. La Oficina del Director de Inteligencia Nacional agrupa a todas las agencias y servicios de inteligencia y seguridad estadounidenses, tanto civiles como militares, con el fin de coordinar los flujos de información y compartir recursos, si bien se trata de una entidad más bien política, manteniendo las diferentes agencias alto grado de independencia.
Se suele equiparar el término de organización paraguas con el de supranacionalidad, siendo el primero aplicado a organizaciones y el último a Estados. Si la Unión Europea fuera una entidad civil, sería la organización paraguas de todos sus Estados miembros.

## Término
El término «paraguas» se usa en español a veces como palabra suelta. La RAE, por ejemplo, lo ha usado para describir la función de la ASALE: «...las diferentes áreas lingüísticas en las que se agrupan las veintitrés academias de la lengua española en el mundo, bajo el paraguas de la ASALE». En otros idiomas se usan otros vocablos para este tipo de organizaciones, como ‘organización techo’ en alemán (Dachverband) u ‘organización cima/cumbre’ en francés (organisation faîtière). 
El uso del término «paraguas» es muy común en inglés (Umbrella organisation). Aunque en el caso de sociedades mercantiles, sobre todo en el Reino Unido, la locución Umbrella company hace referencia a un tipo de empresas que usan los servicios de contratistas a través de agencias de empleo.
En español se han usado otras locuciones también, como organización marco, organización central, organización coordinadora y —según sus usos sociales o políticos— asociación central, asociación principal, alianza o coalición.

## Fundamento
Existe una variedad de motivos por crear o unirse a una organización paraguas, entre ellos:
- La posibilidad de realizar actividades y labores que no se podrían llevar a cabo por cuenta de la entidad individual, por motivos de falta de recursos (económicos/humanos),[2] ubicación geográfica, falta de expertos o experiencia en ciertas materias, o tener una especialidad muy concreta, lo cual requiere compartir conocimientos y pericia con otras entidades.
- La OP suele conferir la sensación de unión, comunidad y apoyo mutuo.
- Se crea mayor facilidad de acceso al mercado objetivo o al público objetivo concreto.
- Se da la imagen de importancia debido al volumen del negocio generado por el conjunto de entidades.
- Facilidades administrativas y de reconocimiento por las instituciones, que podría tener la organización paraguas ante ciertos organismos o en ciertas circunstancias. Por ejemplo, puede que una OP europea tenga acceso al parlamento europeo u organizaciones europeas relacionadas con los temas de su interés, aun sin tener —a diferencia de las asociaciones o federaciones europeas— una entidad jurídica propia.